# Tiara de Napoleón

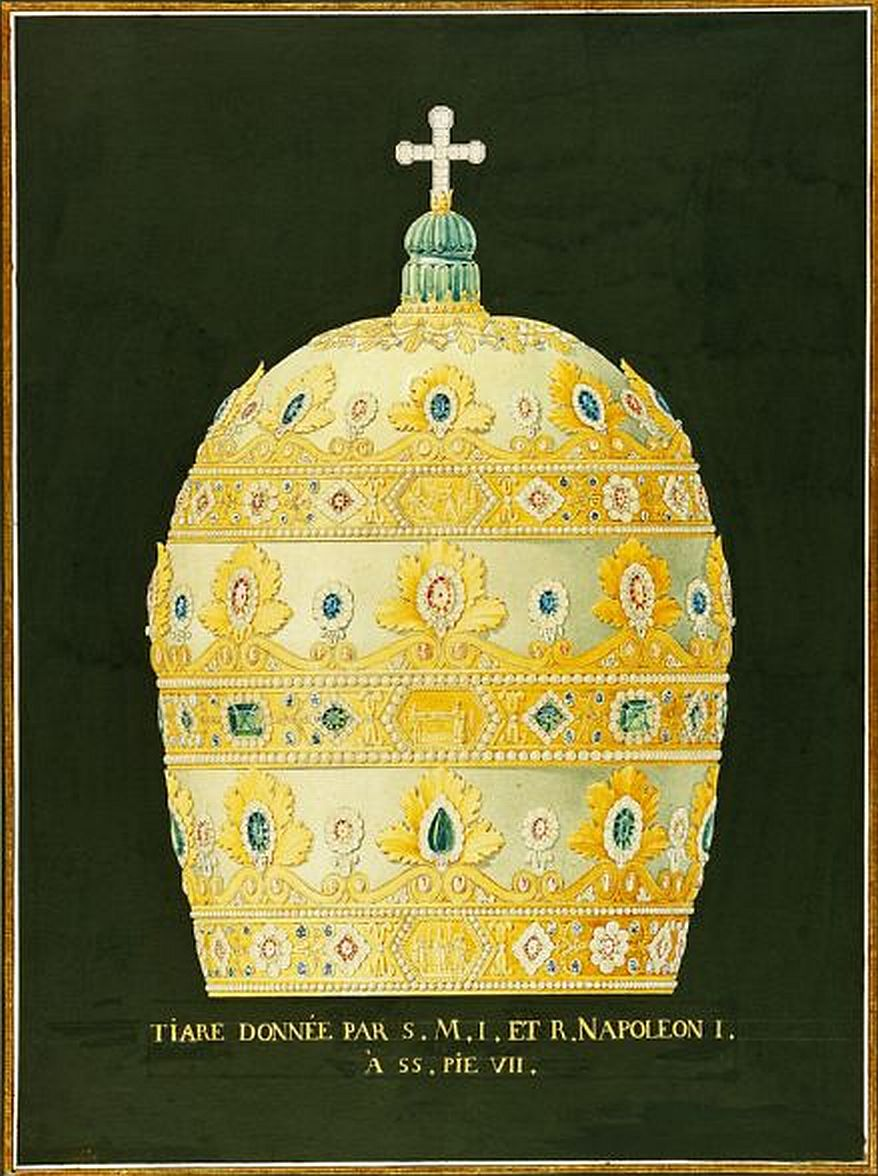
Dibujo de la tiara original de Napoleón (1805)

La tiara de Napoleón fue una pieza de joyería entregada al papa Pío VII en junio de 1805, unos meses después de que presidiera la ceremonia de coronación del emperador francés. Aunque estaba profusamente decorada con joyas, era deliberadamente demasiado pequeña y pesada para poder ser usada, siendo intencionalmente diseñada así como una afronta al papa. En la pintura de La consagración de Napoleón de Jacques-Louis David, se puede ver como la tiara es sostenida detrás del papa por uno de sus ayudantes.

## Diseño
La tiara, cuya forma se ajustaba al diseño tradicional de la tiara papal, fue diseñada y fabricada por Henri Auguste y Marie-Étienne Nitot de la Casa  Chaumet de París. Sobre una estructura central de terciopelo blanco hay tres coronas de oro, cada una de las cuales consiste en un gran aro rematado con un trabajo de flores de hojas labradas, enriquecido con rubíes, esmeraldas y zafiros y rodeado de brillantes en un engaste de perlas escogidas cuidadosamente combinadas. En total, la tiara incluía 3.345 piedras preciosas y 2.990 perlas, y costó 179.800 francos.
Llevaba como orbe una gran esmeralda, que el Papa Pío VI había tenido que retirar de su tiara para hacer frente al pago de las reparaciones de guerra exigidas por el Tratado de Tolentino en 1797. La esmeralda (con un peso de 404,5 quilates) era originalmente parte de una tiara que llevaba el papa Gregorio XIII (realizada por Cristoforo Foppa), y mostraba el nombre y el escudo de armas del mencionado Gregorio XIII. El centro del aro de cada corona contenía un bajorrelieve que glorificaba a Napoleón. En estas piezas se representaban el restablecimiento del culto (derogación de la constitución civil del clero), el Concordato de 1801 y la coronación de Napoleón. Otras placas adicionales llevaban los nombres de las victorias militares del emperador francés.

## Insulto apenas disimulado
En su coronación, Napoleón prometió enviar al papa un altar, dos coches de caballos ceremoniales ornamentados y una tiara. Solo se entregó la tiara. Las tiaras tradicionalmente pesaban entre 2 y 5 libras (0,9 y 2,3 kg). Sin embargo, la tiara de Napoleón pesaba 18 libras (8,2 kg). También era demasiado pequeña para caber cómodamente en una cabeza humana. Parte de las gemas y la decoración de esta tiara provenían de tiaras anteriores destrozadas y robadas por las tropas del Directorio durante la campaña de 1798, cuando el general Louis Alexandre Berthier invadió Roma, estableció la República Romana, abolió los Estados Pontificios y forzó al exilió al papa Pío VI. Su sucesor, el papa Pío VII, elegido en el exilio en Venecia, tuvo que usar una tiara improvisada hecha con pasta de papel para su coronación en 1800.
El asunto de la tiara fue un insulto al Papa apenas disimulado. Sin embargo, el Papa agradeció al emperador la tiara mediante una carta del 23 de junio de 1805, en la que decía que tenía la intención de utilizar la tiara para la misa papal a oficiar en el día de San Pedro y San Pablo.

## Modificaciones
Originalmente, el centro del aro de cada corona contenía un bajorrelieve que glorificaba a Napoleón. Estas decoraciones con menciones específicas a Napoleón fueron eliminadas probablemente por el cardenal secretario de estado vaticano Ercole Consalvi. Fueron reemplazadas por inscripciones con referencias a la Biblia (Hechos 20 en la parte superior, Revelaciones 11:4 en el medio y Salmos 85:10 en la parte inferior).
Durante el insurrección por la unidad de las provincias italianas de 1831, la tiara fue enterrada en los Jardines de la Ciudad del Vaticano, lo que le causó grandes daños. Fue restaurada en 1834, y se ajustó su tamaño para poder ser usada. Se utilizó como tiara de coronación para varios papas, entre los que destaca Pío IX el 21 de junio de 1846, y la última vez que se usó fue durante el Concilio Vaticano I en 1870. Con la excepción de la esmeralda y de los ocho rubíes del orbe, Benedicto XV ordenó que se quitaran las joyas de la tiara y se reemplazaron por réplicas hechas de vidrio de colores. Las joyas se vendieron con el fin de recaudar dinero para las víctimas de la Primera Guerra Mundial.